# アーリアン連合
アーリアン連合（英: Aarinian Union）は、2011年に建国を主張したミクロネーション。実際には国家承認されていないので架空の物。

## 概要
現在このミクロネーションは滅亡しており、公式ホームページも削除されている。
場所はシャーロット市（アメリカ合衆国・ノースカロライナ州）であり、公用語は英語。

## 歴史
2011年2月、アメリカ人のアーロン・グレイがノースカロライナ州からの独立を宣言し、建国。
国土は彼の故郷であるシャーロット市がほとんどであり、彼の友人以外は誰も認知していなかった。
アーロンは建国時に次の文章を残しており、この目的を達成する為に建国された。
「アーリアンの主な目標は、民族の多様性の重要性を拡大し、促進することと、主に人種差別やその他の形態の差別など、米国内の問題から逃れたい人々にとって安全な避難所になること。アーリアンは、すべての人種、宗教、性別、性的嗜好、出身国、民族に安全な環境を提供したいと考えている。アーリアンは、エキゾチックで多様な文化に満ちた、誰もが仲良くなれる国、そして平和で受け入れられる方法で南部の遺産を受け入れる国を望んでいる。」
しかし、建国から僅か8年の2019年9月25日に国のマンネリ化により終焉を迎えた。